# Dziecinów (powiat Otwocki)
Dziecinów is een dorp in de Poolse woiwodschap Mazovië. De plaats maakt deel uit van de gemeente Sobienie-Jeziory en telt 704 inwoners.